# Esther Tallah
Pour l’article homonyme, voir Tallah.
Esther Tallah, née le 28 août 1957 à Bamenda, est une pédiatre camerounaise, engagée dans la promotion de l'éducation des femmes, de la protection maternelle et infantile et membre de diverses ONG luttant en faveur de la santé. Elle pilote notamment de nombreuses actions visant à éradiquer la malaria à travers la Coalition camerounaise contre le paludisme qu'elle dirige depuis 2007  et est membre du Conseil exécutif d'Unitaid, qui vise à prévenir la transmission du VIH entre mère et enfants.

## Biographie
Esther Tallah est née à Bamenda, au Cameroun. Elle est avec sa sœur jumelle la dernière d'une fratrie de neuf enfants. Elle devient orpheline de père très tôt, ce qui l'incite à étudier la médecine. Formée en Allemagne, elle est pendant plusieurs années chef d'un service pédiatrique dans un hôpital de Yaoundé. En sus de son métier de pédiatre, elle milite pour la santé.
Elle est particulièrement remontée contre le paludisme, la maladie qui tue le plus de femmes enceintes au Cameroun, et qui est responsable de 4 décès  d'enfants sur 10, alors que selon elle la maladie pourrait être circonscrite en 5 ans, pour peu qu'on y mette des moyens, en distribuant et favorisant l'usage de moustiquaires de façon régulière.
Outre son investissement contre le paludisme, elle est très aussi très active au sein de l'Association Efedi (Ecole, Famille, Education Intégrale) qu'elle a fondée, une association qui fait la promotion d'une éducation de qualité pour les filles. Elle est en effet persuadée que la relégation des filles à la maison pour aider aux taches ménagères et servir leurs frères est un puissant frein au développement. Elle a par ailleurs créé à Yaoundé le complexe scolaire trilingue Tiama, en commençant par la création des classes pour les plus petits, avec pour philosophie de base de s'appuyer avant tout sur l'engagement et la participation des parents, quel que soit leur niveau ou classe sociale,.
Elle est veuve et mère de trois enfants.

## Distinction
Elle reçoit en 2016 le prix Harambee à Madrid pour son combat contre le paludisme.